# Sigfús Sigurðsson
Sigfús Sigurðsson, född 7 maj 1975 i Reykjavik, är en isländsk tidigare handbollsspelare (mittsexa). Han spelade 162 landskamper och gjorde 316 mål för Islands landslag.
Han tog OS-silver i herrarnas turnering i samband med de olympiska handbollstävlingarna 2008 i Peking.